# Vuelo 601 de SAM Colombia
El vuelo 601 de SAM Colombia era un Lockheed L-188 Electra de la aerolínea SAM Colombia que fue secuestrado mientras cubría la ruta del Aeropuerto Alfonso Bonilla Aragón de Cali hacia el Aeropuerto Enrique Olaya Herrera en Medellín, con una parada en el Aeropuerto Internacional Matecaña en Pereira el 30 de mayo de 1973. Fue uno de los secuestros más largos de la historia de la aviación comercial. Se encontraban a bordo 84 pasajeros y al menos 4 miembros de la tripulación.

## Secuestro
El secuestro comenzó luego de la escala en Pereira por dos personas originarias de Paraguay que inicialmente afirmaron ser parte del Ejército de Liberación Nacional (ELN). Armados y con distintos pedidos, querían negociar con el gobierno de Colombia la liberación de todos los pasajeros y la tripulación a cambio de dinero y la liberación de miembros del ELN, para luego escapar a Cuba. Por sus acentos y su comportamiento errático ni el gobierno ni los pasajeros creyeron que se trataba del ELN, por lo que el grupo debió negociar con la aerolínea SAM, que les brindó 20 mil dólares en efectivo. Sin embargo, terminaron aterrizando en Aruba, liberando a algunos pasajeros y tripulación allí, y decidiendo que su próximo destino sería el Aeropuerto Internacional Jorge Chávez en Lima; sin embargo, un desperfecto técnico los hizo volver a Aruba, donde algunos pasajeros lograron escapar por la puerta de emergencia en un descuido de los secuestradores, luego de lo cual fueron hacia Lima. Negociaron con la aerolínea la obtención de dinero, nuevos pilotos y la liberación de pasajeros, lo que los llevó a diversos aeropuertos en toda América del Sur: Guayaquil, Mendoza, Buenos Aires, Resistencia y finalmente Asunción, donde el secuestro llegó a su fin tras 60 horas de vuelo.
La pareja de secuestradores eran, realmente, dos jugadores de fútbol paraguayos que no habían conseguido ninguna oportunidad en el fútbol colombiano, Eusebio Borja y Francisco «Toro» Solano López, que luego confesarían a la tripulación que el único interés del secuestro era monetario y, luego de saberlo, incluso la posibilidad de batir un récord y ser famosos con el secuestro aéreo. Borja abandonó el avión en el Aeropuerto Internacional de Resistencia y escapó de la policía con algo de dinero —nunca fue visto de vuelta—, mientras que Solano López en el Aeropuerto Internacional Silvio Pettirossi, donde fue detenido por la policía paraguaya y extraditado a Colombia.

## Cultura popular
En 2024, la productora estadounidense Netflix estrenó una serie de producción colombiana inspirada en el caso titulada Secuestro del vuelo 601. La serie a su vez se basa en una investigación del periodista italiano Massimo Di Riccio Los condenados del aire.